# Sixx
Sixx es un canal de televisión temático privado Alemán en abierto propiedad del grupo ProSiebenSat.1 Media. Su programación está orientada a un público femenino, y comenzó sus emisiones el 7 de mayo de 2010.

## Historia
En noviembre de 2009, ProSiebenSat.1 Media anunció la puesta en marcha de un nuevo canal orientado a un público femenino llamado Fem-TV, aunque a principios de febrero de 2010 se cambió el nombre a Sixx incitando al espectador a situar el canal en el número 6 del mando a distancia. El canal comenzó sus emisiones el 7 de mayo de 2010 y al principio se utilizó como campo de pruebas para probar nuevos conceptos publicitarios.
Desde el 1 de agosto de 2011 se encuentra disponible en la Televisión digital terrestre en berlín, Bremen, Hamburgo, Kiel y Lubeca y a partir de junio de 2013 la cobertura se amplía a Múnich y Nurenberg. En 2014 se alcanza la región de Renania del Norte-Westfalia y posteriormente se irá ampliando.
Desde el principio su programación se ha basado en la emisión de series tanto estadounidenses como de producción propia orientadas principalmente a un público femenino como Desperate Housewives, Grey's Anatomy o Damages.
A partir del 1 de diciembre de 2010, Sixx también se encuentra disponible en alta definición (HD) en las plataformas de televisión de pago de televisión por satélite y en operadores de cable como un servicio premium.
En julio de 2013 se aplicó un nuevo diseño de identidad para el canal con un nuevo eslogan que dice Das will ich auch o (en Español Yo también lo quiero).

## Audiencias
En la siguiente tabla se muestran los datos de cuota de mercado de Sixx desde el año 2012 en Alemania.
|      | Enero | Febrero | Marzo | Abril | Mayo | Junio | Julio | Agosto | Septiembre | Octubre | Noviembre | Diciembre | Media Anual |
| ---- | ----- | ------- | ----- | ----- | ---- | ----- | ----- | ------ | ---------- | ------- | --------- | --------- | ----------- |
| 2012 | 0.5%  | 0.5%    | 0.5%  | 0.6%  | 0.6% | 0.5%  | 0.6%  | 0.7%   | 0.7%       | 0.7%    | 0.7%      | 0.8%      | 0.6%        |
| 2013 | 0.6%  | 0.6%    | 0.6%  | 0.7%  | 0.7% | 0.7%  | 0.7%  | 0.7%   | 0.7%       | 0.7%    | 0.7%      | 0.7%      | 0.6%        |
| 2014 | 0.7%  | 0.7%    | 0.7%  | 0.7%  | 0.7% | 0.8%  | 0.7%  | 0.9%   | 0.7%       | 0.7%    | 0.8%      | 0.9%      | 0.7%        |
| 2015 | 0.7%  | 0.7%    | 0.8%  | 0.8%  | 0.7% | 0.8%  | 0.8%  | 1.0%   | 0.9%       | 0.8%    | 0.8%      | 0.9%      | 0.8%        |
| 2016 | 0.7%  | 0.7%    | 0.8%  | 0.8%  | 0.8% | 0.8%  | 0.8%  | 0.8%   | 1.0%       | 0.8%    | 0.7%      | 0.7%      | 0.8%        |
| 2017 | 0.7%  | 0.7%    | 0.7%  | 0.7%  | 0.8% | 0.7%  | 0.7%  | 0.7%   | 0.7%       | 0.8%    | 0.7%      | 0.9%      | 0.7%        |
| 2018 | 0.8%  | 0.8%    | 0.8%  | 0.8%  | 0.9% | 0.8%  | 0.8%  |        |            |         |           |           |             |

Fuente : Kommission zur Ermittlung der Konzentration im Medienbereich (KEK)
Leyenda :
Fondo verde : Mejor resultado histórico.
Fondo rojo : Peor resultado histórico.